# High Plains
High Plains (česky Vysoké roviny) jsou rozsáhlé roviny (rovná krajina) ve střední části Spojených států amerických. Rozkládají se na jihovýchodě státu Wyoming, jihozápadě Jižní Dakoty, v západní části Nebrasky, východní části Colorada, na západě Kansasu, severozápadě Oklahomy a Texasu a na východě Nového Mexika. Zaujímají plochu okolo 450 000 km2. Vysoké roviny jsou součásti Velkých rovin, tvoří jejich západní část.

## Geografie
Leží východně od Skalnatých hor, kde dosahují nejvyšší nadmořské výšky téměř 2 400 m, a směrem k východu postupně klesají až k 350 m.

## Geologie
Povrch tvoří zbytky třetihorních fluviálních rovin. Postupnou erozí dostaly Vysoké roviny odlišný charakter od svého okolí a staly samostatnou fyzicko-geografickou oblastí.

## Charakteristika
Vysoké roviny jsou považované za typickou krajinu pro Velké roviny. Dokonale rovinatá krajina, travnaté porosty, místy stromové juky. Oblast je zemědělsky využívaná, pěstuje se zde především pšenice, kukuřice a slunečnice.